# Condado de Bledsoe
El condado de Bledsoe (en inglés: Bledsoe County, Tennessee), fundado en 1807, es uno de los 95 condados del estado estadounidense de Tennessee. En el año 2000 tenía una población de 12.367 habitantes con una densidad poblacional de 12 personas por km². La sede del condado es Pikeville.

## Historia
El Condado de Bledsoe, se formó en 1807 de las tierras que antes era tierra de los indios, así como la tierra labrada a partir de Condado de Roane. El condado fue nombrado por Anthony Bledsoe, un soldado de la Guerra de la Revolución y fue uno de los primeros colonos de Condado de Sumner. Él fue asesinado en un ataque de los indios en la estación Bledsoe.

## Geografía
Según la Oficina del Censo, el condado tiene un área total de 1053 km² (406,6 mi²), de la cual 1052 km² (406,2 mi²) es tierra y 1 km² (0,4 mi²) es agua.

### Condados adyacentes
- Condado de Cumberland norte
- Condado de Rhea este
- Condado de Hamilton sureste
- Condado de Sequatchie suroeste
- Condado de Van Buren oeste

## Demografía
En el 2000 la renta per cápita promedia del condado era de $28,982, y el ingreso promedio para una familia era de $34.593. El ingreso per cápita para el condado era de $13,889. En 2000 los hombres tenían un ingreso per cápita de $26,648 contra $20,639 para las mujeres. Alrededor del 18.10% de la población estaba bajo el umbral de pobreza nacional.

## Lugares

### Ciudades
- Pikeville

### Comunidades no incorporadas
- Cold Spring
- Dill
- Lees Station
- Lusk
- Melvine
- Mount Crest
- New Harmony
- Pailo
- Summer City